# Ascuta cantuaria
Ascuta cantuaria là một loài nhện trong họ Orsolobidae.
Loài này thuộc chi Ascuta. Ascuta cantuaria được Raymond Robert Forster & Norman I. Platnick miêu tả năm 1985.